# No U Hang Up
No U Hang Up è un singolo del cantante pop britannico Shayne Ward, pubblicato il 24 settembre 2007 dall'etichetta discografica Sony BMG. È stato pubblicato come primo singolo estratto dal secondo album del cantante Breathless, in Regno Unito, come doppia a-side insieme alla canzone If That's OK with You.

## Classifiche
| Classifica (2007) | Posizione raggiunta |
| ----------------- | ------------------- |
| Regno Unito       | 2                   |
| Danimarca         | 4                   |
| Irlanda           | 11                  |
| Svezia            | 38                  |